# Lago di Bütgenbach
Il lago di Bütgenbach è un lago artificiale della Comunità germanofona del Belgio (in Vallonia) che prende il nome dalla vicina città di Bütgenbach. È nato in seguito alla realizzazione di una diga sul fiume Warche nel 1932. La possibilità di praticare canoa/kayak, windsurf e altri sport acquatici lo rende una nota località turistica.